# Мамакабо
Мамакабо — международный музыкальный арт-фестиваль современной музыки. Был придуман и создан в 2004 году гитаристом Тимуром Ведерниковым в память о погибшем друге, музыканте Андрее Баранове.
Выездные фестивали «МАМАКАБО в вашем городе» проходят с 2004 года в различных городах России и Украины: Волжск, Самара, Вологда, Ижевск, Санкт-Петербург, Томск, Коктебель (Крым). Во многих из этих городов фестиваль стал ежегодным. География фестиваля постоянно расширяется. В 2009 году Мамакабо прошел в Этномире (Калужская область), а затем в Хургаде (Египет).
Слово «мамака́бо» (или «мамакабо́») Андрей Баранов привёз с острова Провидения и назвал им свой первый и единственный прижизненный альбом. В переводе с местного наречия оно означает: «Здравствуй!», «Добрый день!», «Как дела?».
В фестивале принимают участие исполнители и группы, выступающие в абсолютно разных жанрах: Иван Смирнов, Энвер Измайлов, гр. «ГрАссМейстер», Ирина Сурина, Алексей Романов, Ирина Богушевская, Алексей Иващенко, Дмитрий Четвергов, Миласа, гр. «Белый Острог», Дмитрий Малолетов, Темур Квителашвили, вокальная группа «Cool&Jazzy», гр. «Весёлый дилижанс», Сергей Манукян, Эдгар, Jukebox trio, гр. «Пижоны», Алексей Архиповский, Тамара Сидорова, Клоун-мим театр «Лицедеи», гр. «Crossroadz», Андрей Козловский, Михаил Кочетков, Екатерина Болдырева, гр. «Медвежий угол», Роман Ланкин, Алексей Лысиков и Ксения Федулова, гр. «БадлоV», Вовка Кожекин, гр. «Огненная птица Тылобурдо», гр. «Anatomy of soul», Максим Леонидов, Лариса Брохман и многие, многие другие.
26-29 августа 2010 года МАМАКАБО прошёл в Этномире (Калужская область). Фестиваль стал одним из крупнейших в своей истории и собрал музыкантов из пяти частей света. Среди хедлайнеров — Томми Эммануэль (Австралия), Ховард Леви (США), Этьен Мбаппе (Камерун).